# مزدیسنا در دوران صفویان
مزدیسنان در زمان صفویان عمدتاً یا به پذیرشِ دین اسلام وادار می‌شدند، یا به نقاطِ مهجور و بیابانی همچون یزد و کرمان کوچانده می‌شدند؛ یا کشته می‌شدند. آنان در این دوره، مجبور به پرداختِ جزیه نیز بودند و در همین دوره، قوانین سختگیرانه‌ای علیه‌شان وضع شد که اکثر این قوانین تا قرن بیستم میلادی نیز هنوز پابرجا بوده‌است. در دوره شاه عباس اول، حدود سه‌هزار خانواده از ایشان برای مشاغل مختلف به اصفهان آورده شدند و در پایان دوره صفوی، شاه سلطان حسین صفوی فرمان به تغییر دین ایشان داد. شمار بسیاری کشته شدند و شماری تغییر مذهب دادند و عده‌ای از آنان نیز به بیابانهای یزد و کرمان گریختند.
در میان کوی‌های چهارگانه در اصفهان می‌توان از کوی گبرآباد که جایگاه زندگی گروهی از دین‌داران کهن ایرانی است، یاد کرد. زرتشتیان از دیرباز در پیشرفت و شهری‌گریِ (:تمدن) این مرزوبوم پُرکار بوده‌اند. در آغاز سدهٔ ۱۸ میلادی، شمار زرتشتیان ایران، نزدیک به یک میلیون تن بوده‌است. آن‌ها در کنار یهودیان و مسیحیان در همهٔ روزگار صفوی — مگر در بخشی از روزگار شاه عباس اول که سیاست دینی ویژه‌ای را دنبال می‌کرد — در آزار و رنج بوده‌اند. در زمان شاه عباس، شمار بسیاری از زرتشتیان از همه سوی ایران به دهی به نام گبرآباد کوچ داده شدند.

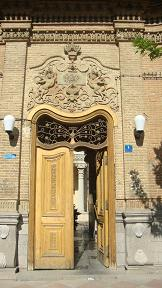
نیایشگاه آدریان در تهران

اگرچه جایگاه زندگانی آن‌ها در زمان شاه عباس دوم به توپ بسته شد. برپایهٔ گزارش‌های برخی از نمایندگان بازرگانی انگلیس و هلند و پاره‌ای از گروه‌های دینیِ اقلیت در زمان شاه عباس دوم روزهای ناخوشایندی داشتند. خلیفه سلطان و محمدبیک دو وزیر شاه عباس دوم بر دگراندیشان سخت می‌گرفتند. خلیفه سلطان در سال ۱۰۵۵ مهی (:قمری) در فرمانی همگانی، کارکردهای اقلیت را کم کرد. برای نمونه، ارمنیان را از خرید و فروش پوست خز در میدان نقش‌جهان بازداشت. سپس به یهودیان و زرتشتیان فشار آورد تا مسلمان شوند و نیز با اقلیت هندوها (در جنوب شرق ایران) برهمین گونه رفتار کرد. اگرچه این فرمان، پس از چندی به فراموشی سپرده شد و روند زندگی پیروان ادیان دیگر به روالِ پیش از آن برگشت.
در زمان شاه سلطان حسین، روش‌های فشار و آزار اقلیت‌ها بیشتر شد و زرتشتیان را مانند پیروان دیگر ادیانی که دست از کیش خود برنمی‌داشتند، به پرداخت مال و بسته شدن خراجی بر شغل‌هایشان واداشتند، همچنین در کارهای بازرگانی می‌بایست ۱۰ درصد بهای آمد و رفت کالا را می‌پرداختند که برای دیگران، تراز آن ۵ درصد بود. آزار زرتشتیان در زمان شاه سلطان حسین تا اندازه‌ای پیش رفت که شاه، فرمان به مسلمان شدن آن‌ها داد و نیز دستور داد که به جای آتشکده در کوی گبرآباد، مسجدی بسازند. بدین روی زرتشتیان، آتش سپندینهٔ خود را به کرمان بردند تا آن هنگام که در روند دست‌اندازی محمود افغان بر کرمان در سال ۱۷۱۹ میلادی و با توجه به سیاست تساهل مذهبی او، از فشار آزار زرتشتیان کاسته شد.
از این زمان، پیروان زرتشتی با شتاب فراوانی به سوی کشور هندوستان رهسپار شدند. پس از روزگار صفوی، شمار آن‌ها با شدت عجیبی رو به کاهش رفت به گونه‌ای که در زمان فتحعلی شاه قاجار ۵۰ هزار تن و در زمان محمد شاه ۳۰ هزار تن و در سال ۱۲۸۵ خورشیدی شمارشان به ۶۹۰۰ تن رسید.
بسیاری از گردشگران و نویسندگان فرنگی و ایرانی، گزیده‌ای از زندگی زرتشتیان اصفهان را در نوشتارهای خود آورده‌اند. برای نمونه، دن گارسیا، جهانگرد اسپانیایی که از سوی فیلیپ سوم به دربار شاه عباس آمد دربارهٔ گبرها می‌نویسد: «… آن‌ها از مردمان نخستین و کهن ایران‌اند که همچون دیگر گبرهای بخش‌های آسیا چندین سده زیر فرمان فرمانروایان خودکامهٔ عرب، عثمانی و تاتار بوده‌اند. هنگامی‌که آوازه و شکوه آنان به دورترین بخش‌های جهان رسیده بود، داشته‌های نیک و ارجمند آن‌ها چون هنرهای رزمی، ادبی و هنری را تیره‌های گت‌ها، ولاندها، فرانک‌ها و لمباردها از آن خود کردند و بدین گونه دگرگونی‌هایی در آیین، ادب و شیوهٔ زندگانی مردم ایتالیا، فرانسه و اسپانیا پدید آمد. این گزند بر سر همهٔ مردم ایران آمد! همهٔ کسانی که به ایران می‌روند از خود می‌پرسند که آیا امروز ایرانیان هرگز از آن شکوه و آبادانی‌ای که گذشتگانِ ما از آن‌ها به یاد دارند، برخوردارند؟»
جملی کارری ایتالیایی که در روزگار شاه سلیمان صفوی به ایران آمد نیز دراین‌باره می‌نویسد: «… گبرها بیش‌تر کشاورزند و یکتاپرست، آتش را ارجمند می‌دارند ولی درخور پرستش نمی‌دانند. برخی می‌گویند نسبشان نیز به شاهان ایران باستان می‌رسد… لباس آن‌ها با دیگر مردم اصفهان تا اندازه‌ای همانند است. لباس زن‌ها پیراهن و شلوار دراز، و دامنی همانند دامن زن‌های ایتالیایی است. کفش‌های آن‌ها نیز همانندی با کفش‌های دیگر مردم دارد. با پارچه‌ای کتانی یا ابریشمین، سر گیس‌های خود را می‌بندند و پارچهٔ بزرگ‌تری روی سر خود می‌اندازند…»
آبراهام جکسن ۱۸۶۲ میلادی می‌نویسد: «… با راهنمایی سرپرست انگلیسی بانک شاهی اصفهان، نشانی بازرگان گبران را که نام کهن وهومن جمشید داشت به‌دست آوردم و به دیدار او رفتم. مردی بود درشت اندام، که بیش از یک متر و هشتاد سانتی‌متر درازا داشت و جامه‌ای نزدیک به زرد، که ویژهٔ گبران است به‌تن داشت. چهرهٔ آن گرد و پُر بود و آن را خوب تراشیده بود؛ مگر سبیلِ سیاه‌رنگش. چهرهٔ او مرا به یاد پیکره‌های روزگار هخامنشی و ساسانی در بیستون و تاق‌بستان می‌انداخت. رفتار و کردار او ستایش‌آمیز و آمیخته با بزرگ‌منشی بود.»
تاورنیه می‌نویسد: «شمار زرتشتیان کرمان ۱۰ هزار تن و همین شمار نیز در اصفهان زندگی می‌کنند و کار آن‌ها بیشتر بازرگانی، به ویژه بازرگانی پشم است و بیشتر با هندوستان در پیوند هستند. هندوها و زرتشتیان ازآن‌رو که به بالندگی اقتصاد کشور کمک می‌کردند و نیز در پی گسترانیدن اندیشه‌های دینی خود نبودند، از سوی دولت صفوی بازخواست نمی‌شدند.»

## نقش زردشتیان در سرنگونی صفویان
شورش محمود افغان که به نوعی تبلور خستگی از سختگیری مذهبی صفویان بود، زرتشتیان را نیز به سوی خود کشاند تا با همراهی هم به پایتخت یورش برند. زرتشتیان در سپاه محمود نقش پررنگی داشتند و تشکیل دهندهٔ یک چهارم سپاه او بودند. یکی از این زرتشتیان به نام نصرالله خان به سپهسالاری نیروهای محمود هم رسید. قلعه گز اصفهان که چندین بار محمود از گشایش آن بازمانده بود سرانجام به دست نیروهای زرتشتی سپاه محمود فتح شد.